# Landwirtschaftliche Produktionsgenossenschaft

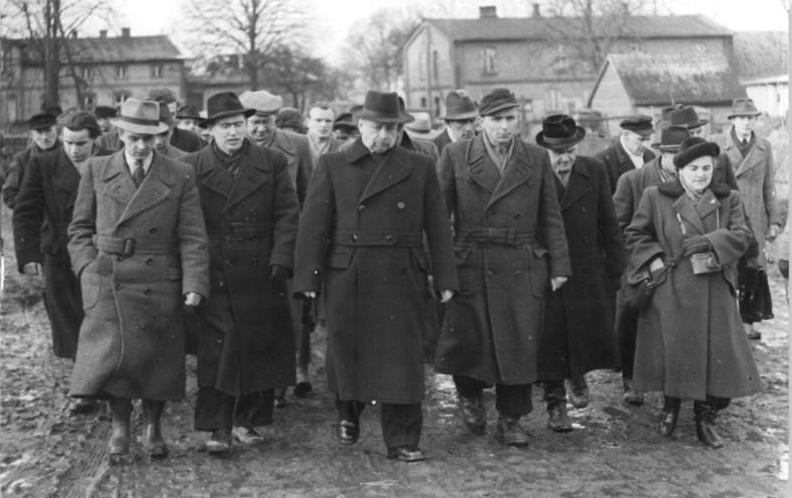
Walter Ulbricht in visita alla LPG a Trinwillershagen nel 1953.

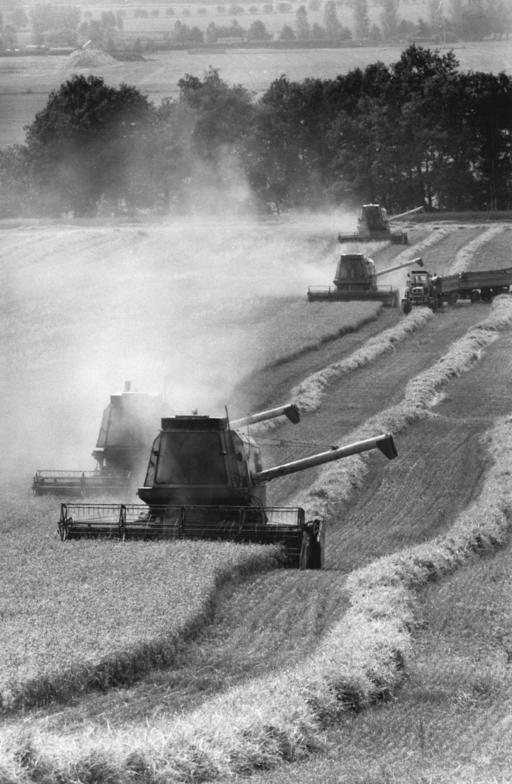
Raccolta del grano in un LPG, 1986.

La Landwirtschaftliche Produktionsgenossenschaft abbreviata (LPG) (in italiano: Cooperativa di produzione agricola) era il nome delle cooperative di produzione agricola collettiva che riunivano i contadini nella Repubblica Democratica Tedesca sotto il regime comunista. Fu mutatis mutandis l'equivalente del Kolkhoz sovietico.
La nuova organizzazione è stata una necessità dovuta all'espropriazione dei proprietari terrieri e la riforma agraria aveva creato organizzazioni troppo piccole per consentire una moderna agricoltura meccanizzata. Già nel 1930 il Partito Comunista Tedesco aveva proclamato il suo programma "Rompere il dominio dei latifondisti di espropriare terre senza compenso e dato ai contadini senza terra" per incorporare il proletariato rurale nella "costruzione del socialismo".
Dal 1952, il partito ha autorizzato tre tipi di cooperative agricole da parte degli agricoltori. Hanno condiviso la loro terra (tipo I), terra e macchinari (tipo II) o anche edifici, macchine e terreni (tipo III). In teoria, l'appartenenza alla cooperativa era volontaria, ma la pressione del partito e del governo era forte. Molti contadini andarono in Occidente e lo Stato espropriò le loro terre e le integrò in cooperative. Nel 1960 quasi nessuna azienda agricola indipendente è rimasta. L'agricoltura ha seguito la moda occidentale della monocoltura e la specializzazione in fattorie sempre più lunghe. Delle 19.311 LPG del 1960, da un movimento di fusione nel 1970, ne rimasero solo 9009.

## Funzionamento
In linea di principio, i contadini che hanno soggiornato e hanno contribuito con le loro terre alla cooperativa, sono rimasti proprietari terrieri, ma senza molto impatto sulla gestione. Secondo i risultati della cooperativa, hanno ricevuto una partecipazione al beneficio supplementare, proporzionale alla superficie delle loro terre. Tutti i lavoratori hanno ricevuto uno stipendio e una partecipazione al beneficio. Tutti i membri hanno beneficiato del diritto di coltivare un piccolo pezzo di terra (2500 m² per persona o 5000 m² per famiglia) per uso privato. Il LPG era governata da un consiglio le cui decisioni importanti dovevano essere approvate dall'assemblea. Tuttavia, il modello democratico era molto teorico, dal momento che i presidenti erano quasi sempre funzionari dello stato o del partito comunista.
Inizialmente, la produttività era piuttosto bassa, sebbene aumentasse dagli anni '60. A parte i proprietari di agricoltori, la situazione sociale dei contadini stava migliorando. Anche se la riforma "volontaria" è stata imposta e i membri avevano poca libertà di scelta, a poco a poco è stato creato un modus vivendi come avere case, servizi sociali, uno stipendio più sicuro e orari più regolari, borse di studio per studiare, l'educazione prescolare dei bambini, un miglioramento delle condizioni di vita nelle aree rurali, rispetto alla situazione prebellica. Inoltre, lo sfruttamento privato, nonostante fosse terra bassa, cercava di unirli al di sopra della media. L'idea politica dello "Stato di operai e contadini" (Arbeiter- und Bauernstaat) era che le condizioni di lavoro e dei benefici sociali dovevano essere pari alla campagna e alla città.
Dopo la Riunificazione tedesca, si è constatato che il numero di lavoratori cooperativi era di gran lunga superiore alle esigenze del lavoro. L'abolizione del sistema e la ri-privatizzazione delle terre dalla legge del 1990 ha contribuito ad una razionalizzazione essenziale su cui si ebbe un effetto negativo secondario: accelerare l'esodo rurale in alcune zone diventate problematiche. Infatti, sono spesso i più giovani che se ne vanno: mancanza di manodopera per i servizi, per la cura degli anziani, per tenere in vita molte persone. Diventa anche difficile mantenere il ricco patrimonio architettonico, che è disabitato, senza funzione cadendo in rovina. Le cooperative sono state eliminate e le terre sono ritornate ai precedenti proprietari, altre sono diventate società private a responsabilità limitata (GmbH).